# Contea di Oconee (Carolina del Sud)
La contea di Oconee (in inglese Oconee County) è una contea dello Stato della Carolina del Sud, negli Stati Uniti. La popolazione al censimento del 2000 era di 66 215 abitanti. Il capoluogo di contea è Walhalla.

## Geografia
La contea si trova nell'angolo nord-ovest dello Stato, al confine con Georgia e Carolina del Nord. La parte settentrionale è occupata dai monti Blue Ridge, una catena degli Appalachi, mentre il resto del territorio è collinare e pedemontano. I fiumi principali sono il Chattooga e il Tugaloo. Parte della foresta nazionale di Sumter rientra nella contea.

### Contee confinanti
- Contea di Jackson (Carolina del Nord) - nord
- Contea di Transylvania (Carolina del Nord) - nord-est
- Contea di Pickens - est
- Contea di Anderson - sud-est
- Contea di Hart (Georgia) - sud
- Contea di Franklin (Georgia) - sud
- Contea di Stephens (Georgia) - sud-ovest
- Contea di Habersham (Georgia) - ovest
- Contea di Rabun (Georgia) - ovest
- Contea di Macon (Carolina del Nord) - nord-ovest

## Storia
L'area era abitata dai nativi Cherokee fino al 1785, quando venne ceduta attraverso un trattato. La contea fu creata nel 1868 da parte della contea di Pickens. Il nome deriva da una parola Cherokee che avrebbe a che fare con i corsi d'acqua presenti nell'area.

## Comuni

### Cities
- Seneca
- Walhalla (capoluogo)
- Westminster

### Towns
- Salem
- West Union

### Census-designated places
- Chickasaw Point
- Fair Play
- Keowee Key
- Longcreek
- Newry
- South Union
- Tamassee
- Utica